# William Mansfield
Pour les articles homonymes, voir Mansfield.
William Rose Mansfield (21 juin 1819 - 23 juin 1876) est un commandant militaire britannique qui est commandant en chef de l’Inde de 1865 à 1870.

## Biographie
Il est né à Ruxley, dans le Kent, le cinquième des sept fils de John Mansfield de Diggeswell House à Hertfordshire et de son épouse, Mary Buchanan Smith, fille du général Samuel Smith de Baltimore aux États-Unis. Son grand-père est l'éminent avocat Sir James Mansfield, solliciteur général de 1780 à 1782 et en 1783 et juge en chef des plaids communs de 1804 à 1814.
En 1854, il épouse Margaret Fellowes, qui est devenue une suffragette et une spiritualiste après sa mort.

## Carrière militaire
Il fait ses études au Collège militaire royal de Sandhurst et est nommé commissaire du 53e régiment d'infanterie en tant qu'enseigne en 1835. Il est promu lieutenant le 31 août 1838 et capitaine le 10 février 1843. Il est principalement actif en Inde et sert dans la campagne de Sutlej de 1845 à 1846. Promu major le 3 décembre 1847, il commanda le 53e régiment du Pendjab de 1848 à 1849 et est employé aux opérations de Peshawar en 1851 et 1852. Il passe au grade de lieutenant-colonel le 9 mai 1851 et colonel le 6 octobre 1854.
En 1855, pendant la guerre de Crimée, il est nommé conseiller militaire de l'ambassadeur à Constantinople, Lord Stratford de Redcliff, et l'accompagne en Crimée. Il est ensuite retourné en Inde et occupe le poste de chef d'état-major lors de la Révolte des cipayes de 1857 à 1859, initialement au grade de major général local. Son rôle durant le siège de Lucknow en novembre 1857 lui vaux d'être nommé commandant du chevalier de l'ordre du Bath (KCB) en mars 1858. Promu major général le 18 mai 1858, il est commandant en chef de l'armée de Bombay de 1860 à 1865 et commandant en chef de l'Inde de 1865 à 1870. Pendant ce temps, il a été nommé Chevalier Grand Commandeur de l'Ordre de l'Étoile d'Inde (GCSI), puis Grand Chevalier de l'Ordre du Bain (GCB). Il était alors commandant en chef de l'Irlande de 1870 à 1875. Il est promu général le 23 mai 1872.
En 1871, il est admis au Conseil privé irlandais et élevé à la pairie en tant que baron Sandhurst, de Sandhurst, dans le comté de Berkshire.
Il décède à Londres le 23 juin 1876, à l'âge de 57 ans. Il est enterré à l'église de Digswell, dans le Hertfordshire. Son fils aîné, William Mansfield (1er vicomte Sandhurst), est nommé vicomte Sandhurst en 1917. Toutefois, ce titre s’est éteint à sa mort alors que son frère cadet lui succède à la baronnie.